# Кошаркашка асоцијација Америке
Кошаркашка асоцијација Америке (енгл. Basketball Association of America), познатија по свом акрониму БАА (од енгл. BAA), је била професионална кошаркашка лига Северне Америке основана 1946. године. Након своје треће сезоне, 1948/49, БАА се спојила са Националном кошаркашком лигом како би заједно креирали Националну кошаркашку асоцијацију (енгл. National Basketball Association), много познатију под акронимом НБА (од енгл. NBA).
Филаделфија вориорси су освојили инагурални БАА шампионат 1947. године, након чега су Балтимор булетси освојили исти 1948. године, као и Минеаполис лејкерси 1949. године. Шест клубова из БАА је и даље активно у НБА. Инагурална БАА сезона је започела са 11 клубова, док су четири клуба напустила лигу пре почетка следеће сезоне, тако да се у сезони 1947/48 прикључио још један АБЛ клуб како би укупан број клубова био 8, док су се идуће сезоне прикључила још четири клуба, те је у сезони 1948/49 било укупно 12 клубова. Сви постигнути рекорди и статистике који су забележени пре спајања БАА и НБЛ би се рачунали само ако би тај исти играч, клуб или тренер учествовао у барем једној сезони НБА након 1949. године.
НБА, након формирања, узима историју БАА као своју: своју педесетогодишњицу су прославили 1996. године, што је заправо педесет година након формирања БАА, док на свом званичном веб-сајту чувају резултате финала свих сезона након 1946/47, то јест, прве БАА сезоне.

## Историја
Када је БАА основана, већ су постојале две професионалне кошаркашке лиге у САД: Америчка кошаркашка лига на истоку (основана 1925. године) и Национална кошаркашка лига (основана 1937. године). Ипак, већина АБЛ и НБЛ клубова је своје мечеве одигравала у малим аренама, а у појединим случајевима и у школским салама. Волтер Браун, власник Бостон гардена, је сматрао да велике арене за хокеј на леду могу бити још профитабилније јер се у њима, када су слободне, могу одржавати кошаркашке утакмице, поготово јер већину времена нису биле заузете. Како би се ова теорија испробала, БАА је основана у Њујорку 6. јуна 1946. године. Морис Подолов, који је већ био председник Америчке хокејске лиге, је постављен на позицију председника БАА, чиме је и уједно постао прва особа која истовремено води две професионалне спортске лиге.
Власници БАА нису имали никаквог прошлог искуства са вођењем кошаркашких тимова. Лига је отпочела са 11 клубова који су играли 60 утакмица у једној целој сезони. Након тих утакмица, њих би очекивали плеј-офови и, на самом крају, финале које би одредило најбољи клуб у лиги. У овом периоду, нико није очекивао да ће афроамериканци бити драфтовани.
Иако је било ранијих покушаја за организовање професионалних кошаркашких лига, као што су биле АБЛ и НБЛ, БАА је била прва која је првенствено желела да одржава своје мечеве у великим аренама у већим градовима, као што су Медисон сквер гарден или Бостон гарден. На самом почетку, квалитет игре унутар БАА није био значајно бољи од оног у другим лигама, па чак и у односу на поједине друге независне клубове. На пример, све титуле (осим прве) су освојене од стране клубова који су претходних година играли у другим лигама: Балтимор булетси су освојили титулу 1948. године, а Минеаполис лејкерси 1949. године.

### Сезона 1946/47.
Лига је започела са 11 клубова који су били подељени на две дивизије: источну дивизију и западну дивизију. Сваки тим би играо 60 или 61 обичну утакмицу у сезони. Најбоља три тима из обе дивизије би наставила у плеј-офове. Клубови који су били на првом месту у дивизијама би аутоматски прескочили прву рунду плеј-офова и имали би осигурано место у полу-финалу, док су оба клуба на другом и трећем месту ишла у четврт-финале (у којем су се играле максимално три меча како би се одредио победник). После четврт-финала, полу-финале би било идентично, док би се у финалу играло максимално 7 мечева како би се одредио победник.
У Мејпл лиф гардену у Торонту 1. новембра 1946. одржан је меч између Торонто хаскиса и Њујорк никербоксерса, што НБА сматра као први званичан меч ове лиге. Оси Шектман је у овој утакмици донео први поен никербоксерсима, а то је уједно први поен у историји БАА, као и НБА. Победници у источној дивизији, Вашингтон кепитолси, су имали 49 победа у сезони, али су у полуфиналу изгубили од Чикаго стегса, победника западне дивизије. Стегси су прошли у финале где су имали меч против Филаделфија вориорса који су победили Њујорк никербоксерсе у другом полу-финалу. Вориорси су добили инагурални БАА шампионат резултатом 4–1.
Прва година лиге је са собом носила велики број проблема. У хокејским аренама, поједини власници би само поставили дрвени кошаркашки под преко леда, што би доводило до отказивања неколицине утакмица због појављивања воде на кошаркашком терену. Такође, неки власници уопште не би загревали арене (како би избегли топљење леда), тако да су неки играчи почели да носе рукавице, док је гледаност била релативно мала и испод очекивања: просек је био око 3,000 гледалаца по утакмици. Тимови са великом предношћу би често одуговлачили што дуже могу, што је на крају довело до разматрања о продуживању трајања утакмице на 60 минута. Такође су размишљали о могућности да тимови наизменично мењају поседство лопте које траје два минута. Поврх свега тога, клубови у лиги су били финансијски слаби. Ипак, велики број људи је и даље пратио БАА, чекајући да виде бивше звезде са колеџа како играју.
БАА се у битним аспектима разликовала од конкуренције: у БАА су утакмице трајале 48 минута, док су у НБЛ трајале 40 минута. Такође, у БАА је играчима било дозвољено да играју док не почине шест фаула, за разлику ограничења од пет фаула у НБЛ. Ипак, власници тимова у НБЛ нису били претерано забринути све док поједини НБЛ играчи нису почели да прелазе у БАА.

### Сезона 1947/48.
Пре почетка сезоне, Кливленд ребелси, Детроит фелконси, Питсбург ајронменси и Торонто хаскиси су одустали, па је остало само седам тимова унутар лиге. Балтимор булетси су се прикључили лиги, прешавши из АБЛ, па су постављени у западну дивизију како би изједначили обе дивизије. Такође пре почетка сезоне, лига је одржала инагурални колеџ драфт 1. јула 1947. године. Сваки тим је сада играо 48 обичних утакмица у сезони. Победник у источној дивизији су били Филаделфија вориорси, док су победници у западној дивизији били Сент Луис бомберси.
Плеј-офови су претили исти формат као и прошле године. Филаделфија вориорси су победили Сент Луис бомберсе, док су у финалу воирорси изгубили резултатом 4–2 против Балтимор булетса.

### Сезона 1948/49.
Пре самог почетка сезона, у четири тима из НБЛ су званични прешла у БАА: Форт Вејн пистонси, Индијанаполис џетси, Минеаполис лејкерси и Рочестер ројалси. Због овога се видео велики раст у таленту, великим делом због играча као што је Џорџ Мајкан. Пошто је сада било 12 тимова у лиги, они су распоређени у две дивизије са шест тимова, и поново ће играти укупно 60 мечева у току сезоне. Победници источне дивизије су били Вашингтон кепитолси (са 38 победа), док су у западној дивизији доминирала два најновија тима: Рочестер ројалси са 45 победа и Минеаполис лејкерси са 44 победе.
Плеј-офови 1949. године су проширени да имају осам тимова. Сада су се четири најбоља тима из обе дивизије такмичила у дивизијском полу-финалу и дивизијском финалу где би се одредио победник дивизије. Након тога, победници дивизија би се суочили у главном финалу. Лејкерси су поразили ројалсе и тиме су постали инагурални победници западне дивизије, док су у источној дивизији капитолси победили Њујорк никсе. Лејкерси су освојили финале након што су поразили Капитолсе резултатом 4–2.

### Нестанак БАА
3. августа 1949. године, БАА је пристала на спајање са НБЛ, чиме су створили Националну кошаркашку асоцијацију (НБА). Шест преосталих НБЛ клубова се прикључило постојећим БАА клубовима (којих је било десет када су Индијанаполис џетси и Провиденс стимролериси напустили лигу након треће сезоне, пре формирања НБА). Индијанаполис олимпијанси, тим који је тек требао да се прикључи у НБЛ, су такође постали део НБА, иако претходно нису одиграли ни једну утакмицу. Ова нова лига је имала укупно 17 тимова из великих и малих градова, као и са великим аренама или малим салама. Пре спајања, лига је одржала колеџ драфт 21. марта 1949. године што је био последњи догађај под именом БАА.

## Шампиони лиге
| Година | Шампион              | Резултат | Губитник             | Извор  |
| ------ | -------------------- | -------- | -------------------- | ------ |
| 1947   | Филаделфија вориорси | 4–1      | Чикаго стегси        | [ 9 ]  |
| 1948   | Балтимор булетси     | 4–2      | Филаделфија вориорси | [ 10 ] |
| 1949   | Минеаполис лејкерси  | 4–2      | Вашингтон кепитолси  | [ 22 ] |

## Тимови
| * | Означава франшизу која је и даље активна у НБА |

| Клуб                  | Град                      | Сезона одиграно | Плеј-оф сезона | Шампион сезона | Извор  |
| --------------------- | ------------------------- | --------------- | -------------- | -------------- | ------ |
| БАА Буфалос           | Буфало, Њујорк            | 0               | 0              | 0              | [ 2 ]  |
| БАА Индијанаполис     | Индијанаполис, Индијана   | 0               | 0              | 0              | [ 2 ]  |
| Балтимор булетси      | Балтимор, Мериленд        | 2               | 2              | 1              | [ 23 ] |
| Бостон селтикси*      | Бостон, Масачусетс        | 3               | 1              | 0              | [ 24 ] |
| Чикаго стегси         | Чикаго, Илиноис           | 3               | 3              | 0              | [ 25 ] |
| Кливленд ребелси      | Кливленд, Охајо           | 1               | 1              | 0              | [ 26 ] |
| Детроит фалконси      | Детроит, Мичиген          | 1               | 0              | 0              | [ 27 ] |
| Форт Вејн пистонси*   | Форт Вејн, Индијана       | 1               | 0              | 0              | [ 28 ] |
| Индијанаполис џетси   | Индијанаполис, Индијана   | 1               | 0              | 0              | [ 29 ] |
| Минеаполис лејкерси*  | Минеаполис, Минесота      | 1               | 1              | 1              | [ 30 ] |
| Њујорк никербокерси*  | Њујорк Сити, Њујорк       | 3               | 3              | 0              | [ 31 ] |
| Филаделфија вориорси* | Филаделфија, Пенсилванија | 3               | 3              | 1              | [ 32 ] |
| Питсбург ајронменси   | Питсбург, Пенсилванија    | 1               | 0              | 0              | [ 33 ] |
| Провиденс стимролерси | Провиденс, Роуд Ајленд    | 3               | 0              | 0              | [ 34 ] |
| Рочестер ројалси*     | Рочестер, Њујорк          | 1               | 1              | 0              | [ 35 ] |
| Сент Луис бомберси    | Сент Луис, Мисури         | 3               | 3              | 0              | [ 36 ] |
| Торонто хаскиси       | Торонто, Онтарио          | 1               | 0              | 0              | [ 37 ] |
| Вашингон кепитолси    | Вашингтон                 | 3               | 3              | 0              | [ 38 ] |